# Челлатика
Челлатика (итал. Cellatica) — коммуна в Италии, располагается в провинции Брешиа области Ломбардия.
Население составляет 5249 человек, плотность населения составляет 796 чел./км². Занимает площадь 6,5 км². Почтовый индекс — 25060. Телефонный код — 030.
Покровителем населённого пункта считается святой великомученик Георгий Победоносец. Праздник ежегодно празднуется 23 апреля.